# فيل باورز
فيل باورز (بالإنجليزية: Phil Powers)‏ هو مصارع رياضي بريطاني، ولد في 27 سبتمبر 1978 في دانبري ‏ في المملكة المتحدة.

## روابط خارجية
- فيل باورز على موقع CageMatch worker (الإنجليزية)